# Mythecops
Mythecops — род долгоносиков из подсемейства Entiminae.

## Описание
Глаза расположены ближе к нижней стороне боков головной капсулы. Лоб между глазами сильно выпуклый (смотреть спереди).

## Систематика
К роду относятся:
- вид: Mythecops aerea
- вид: Mythecops araxes
- вид: Mythecops gracilipes
- вид: Mythecops kermana
- вид: Mythecops ruficornis
- вид: Mythecops scabra